# Papuk

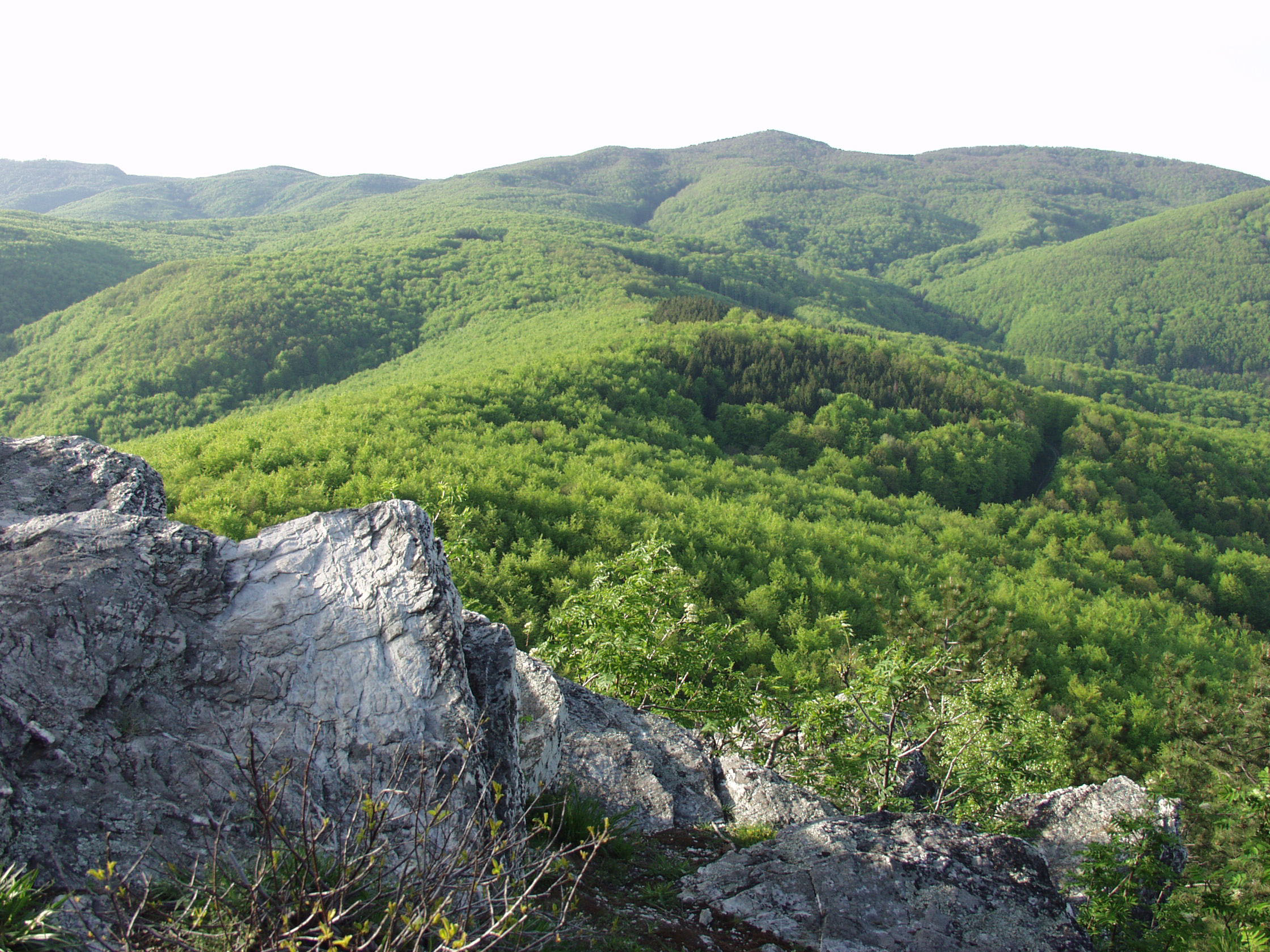
Papuk-Gebirge im Frühling 2002

Papuk ist ein Mittelgebirge in Slawonien im östlichen Kroatien. Die höchste Erhebung des Mittelgebirges ist 953 Meter hoch. Ein Teil des Gebirges wurde zu einem geschützten Gebiet erklärt, dem Naturpark Papuk.
Es ist ein berühmtes Jagdgebiet mit weitreichenden Wäldern und sanften hügeligen Erhebungen inmitten der slawonischen Tiefebene.
Die nächstgelegenen größeren Orte sind Daruvar, Požega, Virovitica, Orahovica, Slatina und Kutjevo.
Im Kroatienkrieg kam es hier zu heftigen Auseinandersetzungen zwischen der neugegründeten kroatischen Armee und der jugoslawischen Volksarmee. In diesem Gebiet befanden sich zahlreiche abgelegene Dörfer mit durchgängig serbischer Bevölkerung, welche von Österreich-Ungarn als Wehrbauern in diesem Gebiet der ehemaligen Militärgrenze als Schutz gegen das Osmanische Reich angesiedelt worden waren.